# VXS-1
Le  VXS-1 (nom officiel actuel : Scientific Development Squadron ONE, surnom Warlocks) est un escadron de l'aéronavale de l'United States Navy opérant pour le Naval Research Laboratory.

## Spécificités

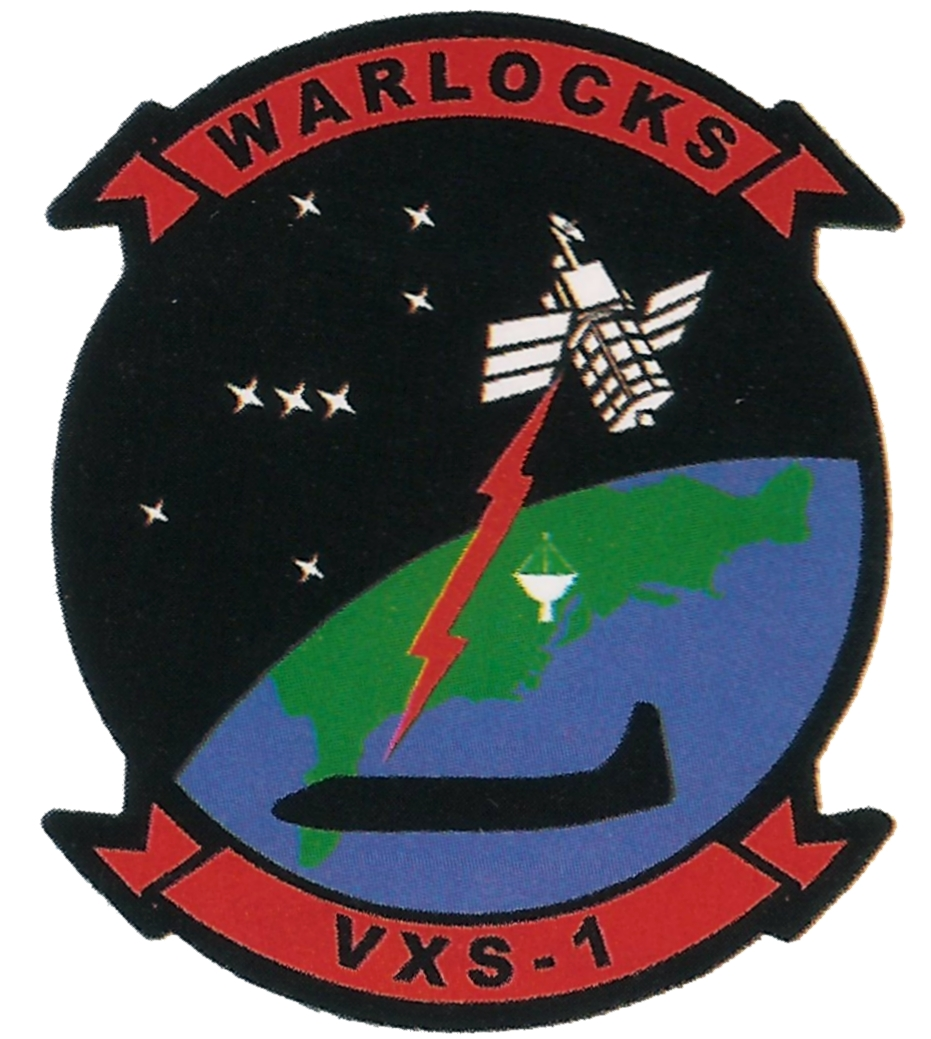
Insigne de l’unité en 2012.

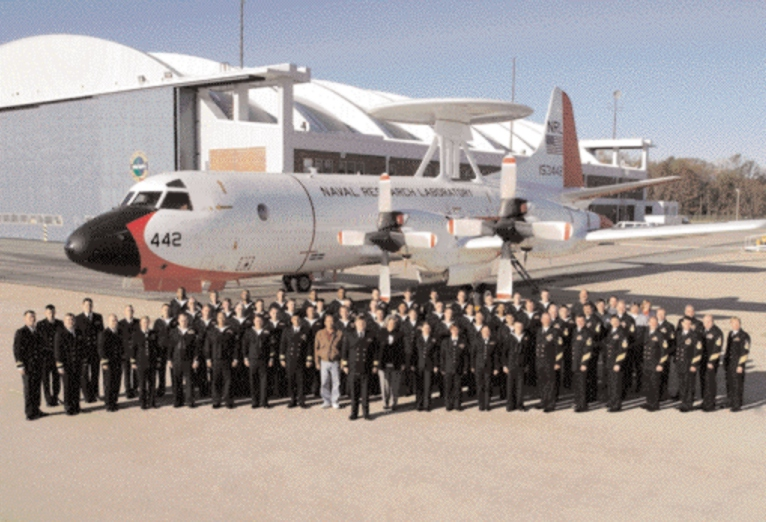
Le personnel du VXS-1 en 2005 devant le Lockheed NP-3D Orion AWACS immatriculé 153442 de l'unité. L'avion est entré en service du NRL en septembre 1979. Il est modifié avec une antenne radar de Grumman E-2 Hawkeye en 1999. Il vole au sein du VXS-1 de 2004 à octobre 2013 et a été retiré du service en juin 2017.

Cette unité crée en  janvier 1963, qui avait rang de détachement jusqu'au 13 décembre 2004 sous le nom de Naval Research Laboratory Flight Support Detachment  (NRLFSD) ou plus couramment  Flight Support Detachment avant de passer au rang d'escadron, est spécialisé dans l’étude océanographique, la cartographie maritime, la recherche radar et le développement de la guerre électronique et agit pour le compte du Naval Research Laboratory, d'autres agences du gouvernement fédéral des États-Unis ou d'entreprises, d'agences ou de gouvernements étrangers qui louent ses services. Ces laboratoires volants sont aux couleurs du Naval Research Laboratory ou ont des livrées civiles.
Il stationne à la Naval Air Station Patuxent River dans le comté de Saint Mary au Maryland dédié aux tests et essais de nouveaux matériels qui abrite entre autres le VX-1 (Air Test and Evaluation Squadron One), une unité d'expérimentations.
Son chef d'unité a le grade de commander, équivalent au rang de capitaine de frégate dans la Marine française.
Elle vole environ 2 500 heures par an et n'a eu aucun accident en 77 000 heures de vol en date de 2020.

## Moyens

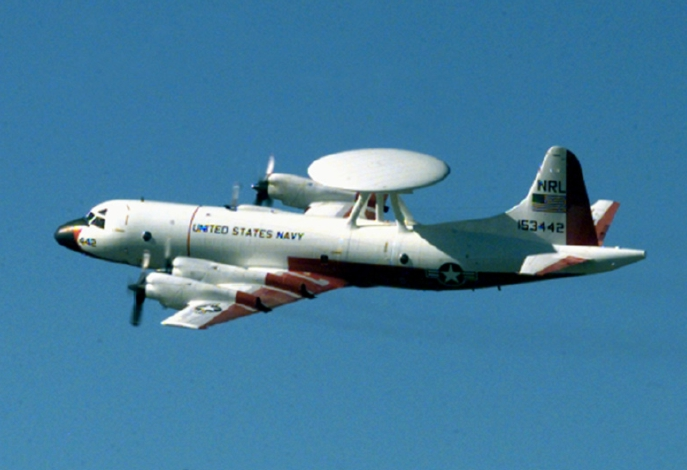
L'avion-radar NP-3D du VXS-1 en vol. L'heure de vol est facturée en 2010 un minimum de 15000 dollars américains.

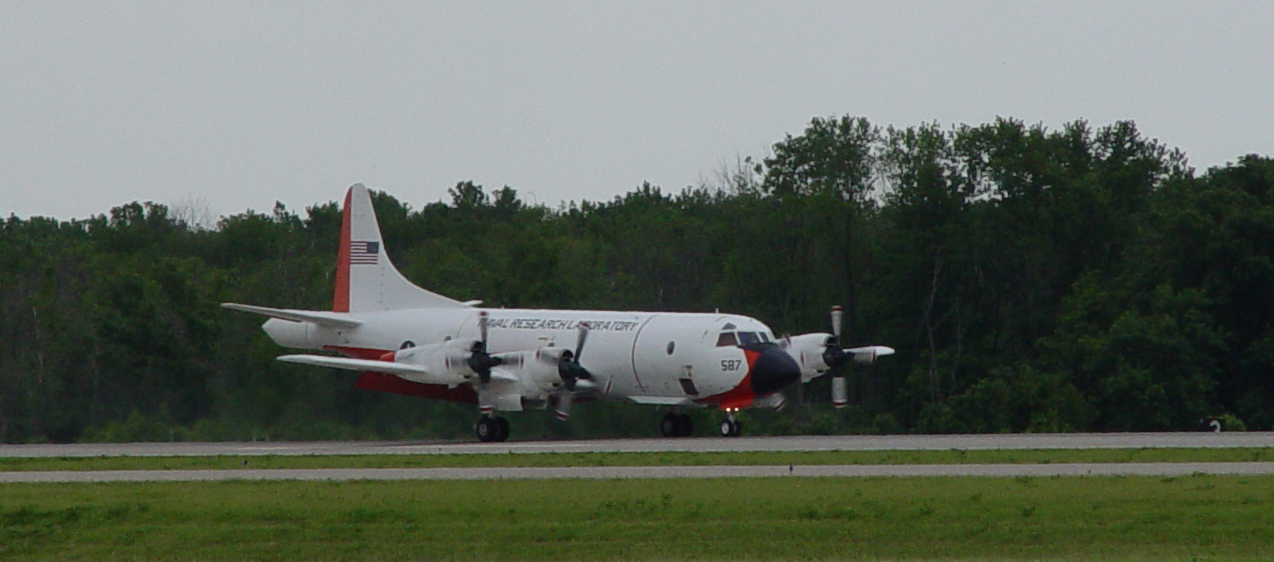
Un des NP-3D Orion du VXS-1 dans les années 2000. Son heure de vol est facturée un minimum de 10000 dollars américains

À sa création en janvier 1963, le VSX-1 disposait de Lockheed EC-121 Super-Constellation
Au début de 1971, le détachement avait un effectif d'une cinquantaine de militaires dont deux officiers et opérait avec trois Lockheed EC-121 Super-Constellation.
Pour compléter ces avions, le détachement a également exploité le Grumman Tracker S-2D pour des projets liés aux leurres et aux bouées acoustiques.
En janvier 2003, il comptait 10 officiers, 70 sous-officiers et marins, et 4 employés du service civil s'occupant de 5 P-3 Orion.
En janvier 2005, cet escadron avait un effectif de 13 officiers, 66 sous-officiers et marins, et 12 civils et disposait des 4 uniques NP-3D Orion utilisés comme plates-formes de recherche en vol dont un configuré en avion-radar en service de 1999 à 2013. En 2006, elle exploite et entretient 3 NP-3D et 2 RC-12F, ces derniers servant pour des projets de sciences et technologie à petite échelle. Au 4 août 2008, l'unité avait 11 officiers, 91 sous-officiers et marins, 8 fonctionnaires gouvernementaux et 4 employés civils.

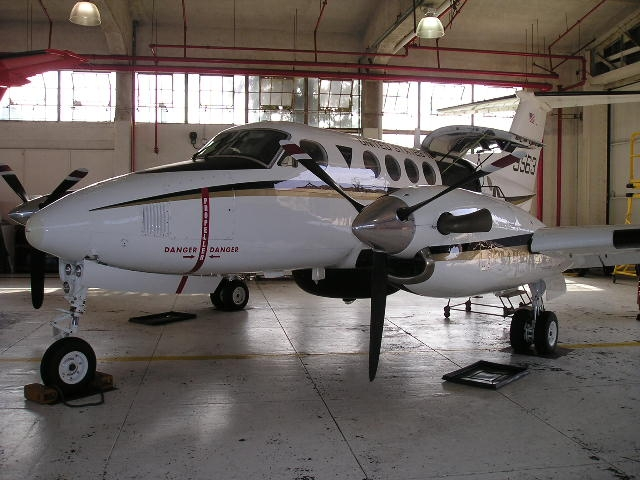
Le seul RC-12 dont dispose l'unité en 2010. L'heure de vol est facturée à un minimum de 800 dollars américains à ce jour et 1750 en 2020.

En juin 2009, son effectif est de 12 officiers, 76 sous-officiers et marins, et 4 civils et, début 2010, sa flottille comprend toujours les 3 NP-3D dont l'AWACS, 1 RC-12, environ 200 drones ainsi qu'entre 2010 et février 2012 un dirigeable militaire, le MZ-3A (en) entré en service dans l'USN en 2006 pouvant emportant 10 passagers.
En aout 2020, la flotte a été renouvelée. Elle comprend alors deux avions NP-3C Orion immatriculés 158912 et 158570, un troisième étant en service en 2019, un RC-12M immatriculée 163864, un UV-18A (version militaire du DHC-6 Twin Otter) immatriculé 793255 introduit début 2019 et une flotte d'une douzaine de drones NASC TigerShark XP (en),.
Les Orion modifiés sont configurables à volonté, ils peuvent accueillir à l'intérieur de leur carlingue dix consoles ou équipements pour une masse de 4 500 livres et onze opérateurs pour des vols de 6 heures ainsi qu'une dizaine de pods externes. L'heure de vol est facturée un minimum de 12 000 dollars.
En plus des aéronefs, les installations de l'escadron comprennent, au début des années 2010, 1 420 m2 d'espace administratif et de travail, des hangars 3 740 m2, une installation de stockage de 486 m2 et deux bâtiments de projets de recherche.

## Exemples de missions

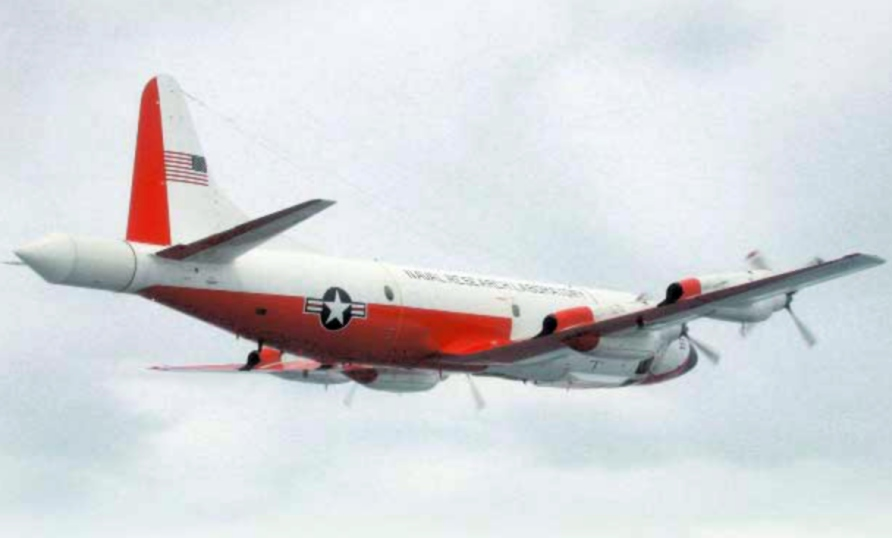
Un NP-3D en vol en 2005 pour l'expérience Bow Echo and Mesoscale Convective Vortices Experiment (BAMEX) sur la méso-échelle.

Avec la dissolution du Oceanographic Development Squadron Eight (VXN-8) en septembre 1993, le VXS-1 a acquis les 2 RP-3A modifiés de cette unité, désormais désarmés, et deux missions supplémentaires, le projet Magnet de mesures des cartes de déclinaison magnétique de la Terre, ainsi que le projet Birdseye de recherche hydroacoustique.

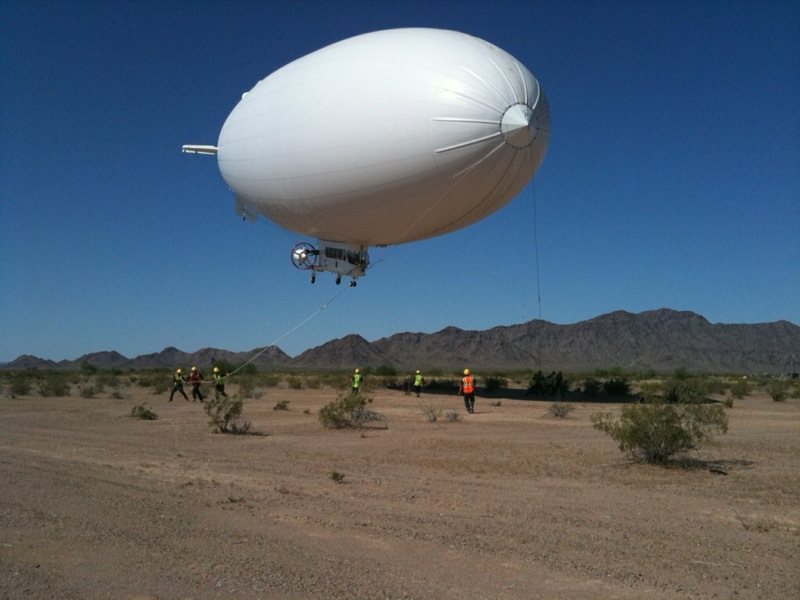
Le dirigeable MZ-3A fut utilisé pour la surveillance de la marée noire de l'accident du Deepwater Horizon en juillet 2010.

Un NP-3D a été configuré pour étudier la géologie terrestre et équipé d’un gravimètre, d’un magnétomètre, de capteurs d’imagerie hyperspectrale et d’un radar d’imagerie polarimétrique à synthèse d’ouverture à bande L. Il a été déployé avec un détachement d'une cinquantaine de militaires et scientifiques civils à plusieurs reprises durant la guerre en Afghanistan avec le concours de l’United States Geological Survey et des Forces Canadiennes, afin de mener une étude géologique complète du sous-sol afghan pour aider l'économie de l'Afghanistan dans le cadre des projets Rampant Lion I en juin-août 2006 où il a effectué quarante de vols en 10 semaines et cartographié 330 000 km2 de terrain et Rampant Lion II en 2008. Détectant des métaux et minéraux à grande profondeur, les outils de mesures embarqués par ce P-3 pourraient être en mesure de détecter des tunnels ou des bunkers.
Dans le cadre du projet international Tropical Cyclone Structure-2008 chargé de comprendre, d'observer et prévoir les impacts potentiels des cyclones tropicaux de l'océan Pacifique, cinq avions-laboratoires (un allemand, un taïwanais et trois américains) ont été mobilisés. Un NP-3D a été déployé avec deux WC-130 Hercules du 53rd Weather Reconnaissance Squadron à Andersen Air Force Base entre d'août à septembre 2008 équipé d'un Lidar à effet Doppler-Fizeau développé pour l'US Navy, et du radar ELDORA utilisé pour établir une carte des structures de ces tempêtes. Pendant les vols, l'avion a mesuré de nombreux paramètres dont la vitesse du vent, direction du vent, l'humidité et de température.